# Fiat 1500 (1935)
Fiat 1500 je osobní automobil s celokovovou karoserií, poháněný řadovým šestiválcem, který vyráběla italská automobilka Fiat od roku 1935 do 1950. Byl to jeden z prvních vozů testovaných v aerodynamickém tunelu, proto má mimo jiné zapuštěné kliky dveří, světlomety integrovány v blatnících a celkově nízký aerodynamický odpor ve srovnání s většinou vozů té doby a obdobné třídy.  Díky aerodynamickému tvaru dosahoval rychlost až 115 km/h, šlo o první sériový Fiat, který překročil rychlost 100 km/h. A na rozdíl od podobně navrhovaného Chrysler Airflow byl i komerčně úspěšný. Celkem bylo vyrobeno 46 000 kusů.

## Historie
Fiat 1500 byl představen v listopadu 1935 na Salone dell'automobile di Milano. Byl poháněn řadovým šestiválcem o objemu 1493 cm³, s výkonem 45 koní (33 kW) při 4400 ot./min. Manuální čtyřstupňová převodovka byla částečně synchronizována (3. a 4. převodový stupeň). Poprvé u značky Fiat byla kola přední nápravy nezávisle zavěšena (typ Dubonnet).
Fiat nabízel dvě základní verze Fiatu 1500: čtyřdveřový sedan (italsky Berlina) a dvoudveřový kabriolet. Kromě toho se prodávalo jen šasi, které bylo individuálně dokončeno různými nezávislými karosárnami podle konkrétního přání daného zákazníka. Zavazadlový prostor byl přístupný jen po sklopení zadních sedadel, bylo zde i rezervní kolo.
V průběhu let došlo ke čtyřem základním inovacím, které jsou značeny přidáním písmene za číselné označení modelu:
- 1939: Fiat 1500 B
- 1940: Fiat 1500 C
- 1946: Fiat 1500 D
- 1949: Fiat 1500 E

## Fotogalerie

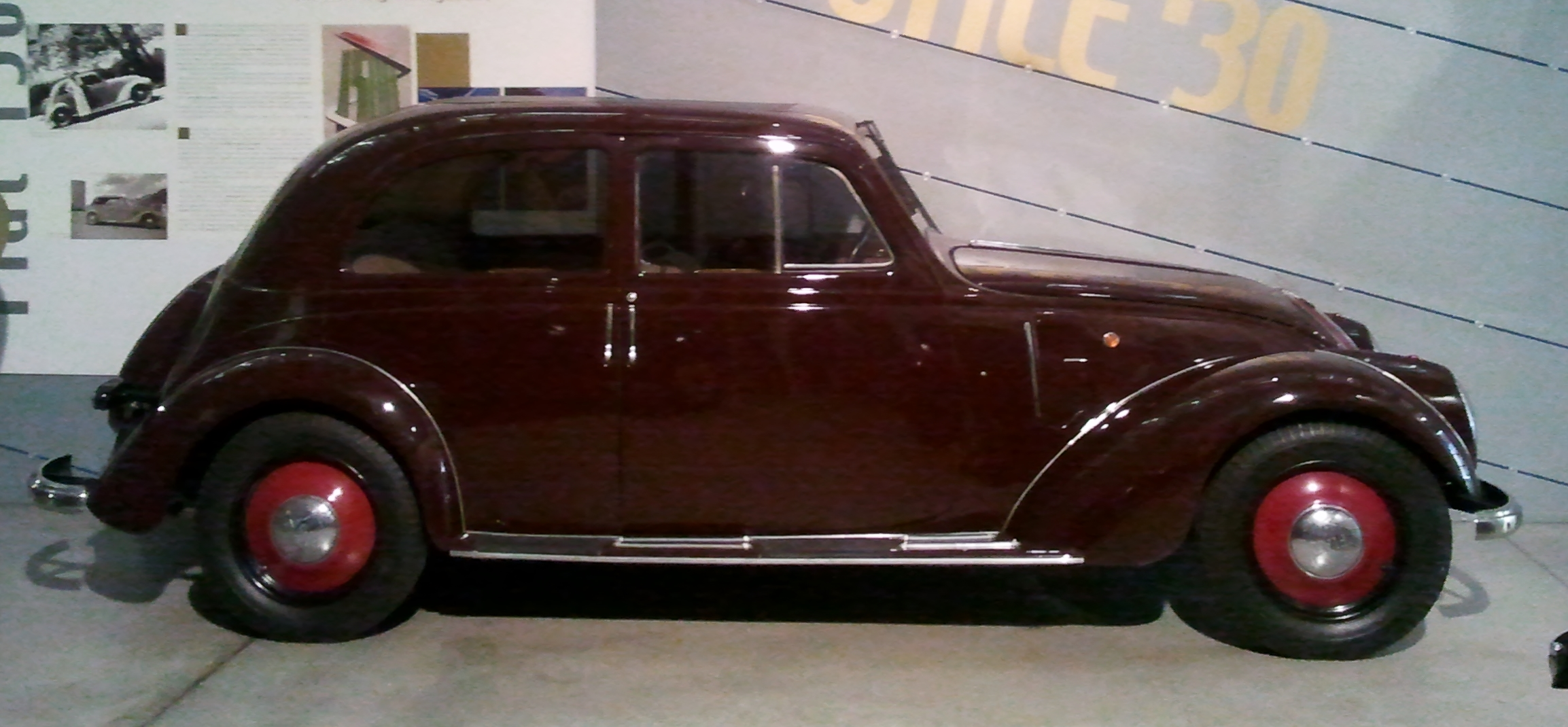
Fiat 1500 Berlina, Centro Storico Fiat
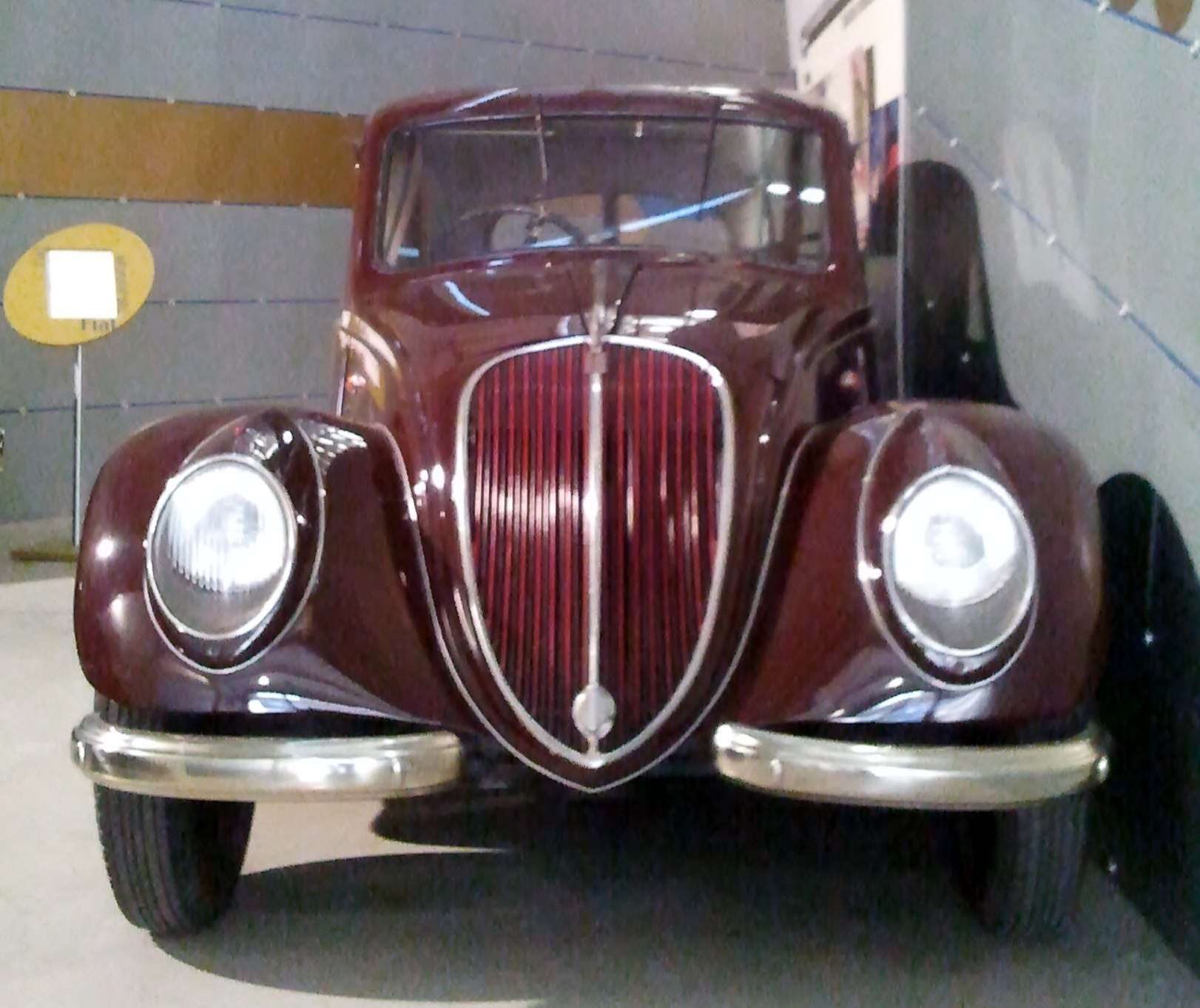
Fiat 1500 Berlina, Centro Storico Fiat
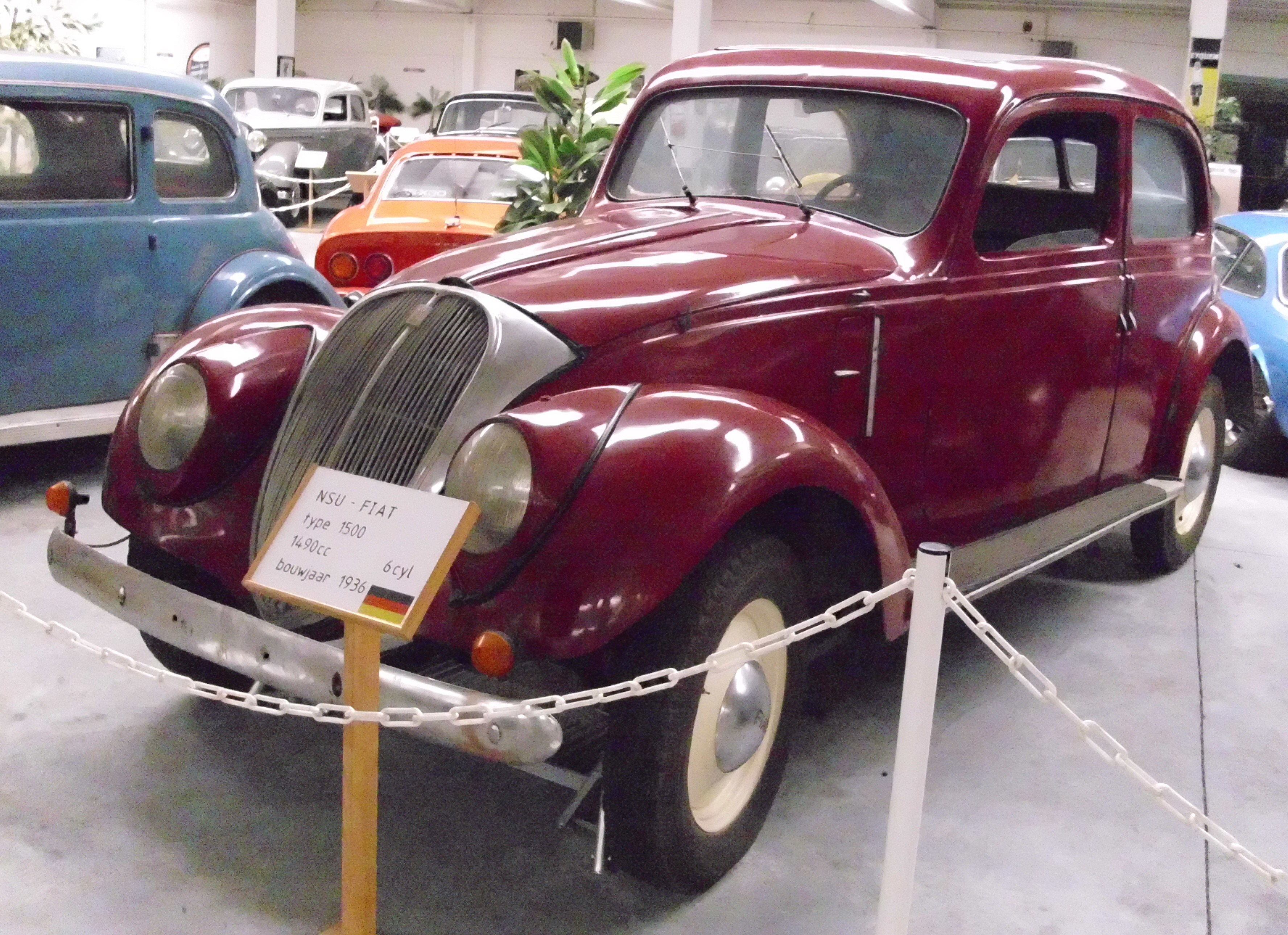
NSU-Fiat 1936
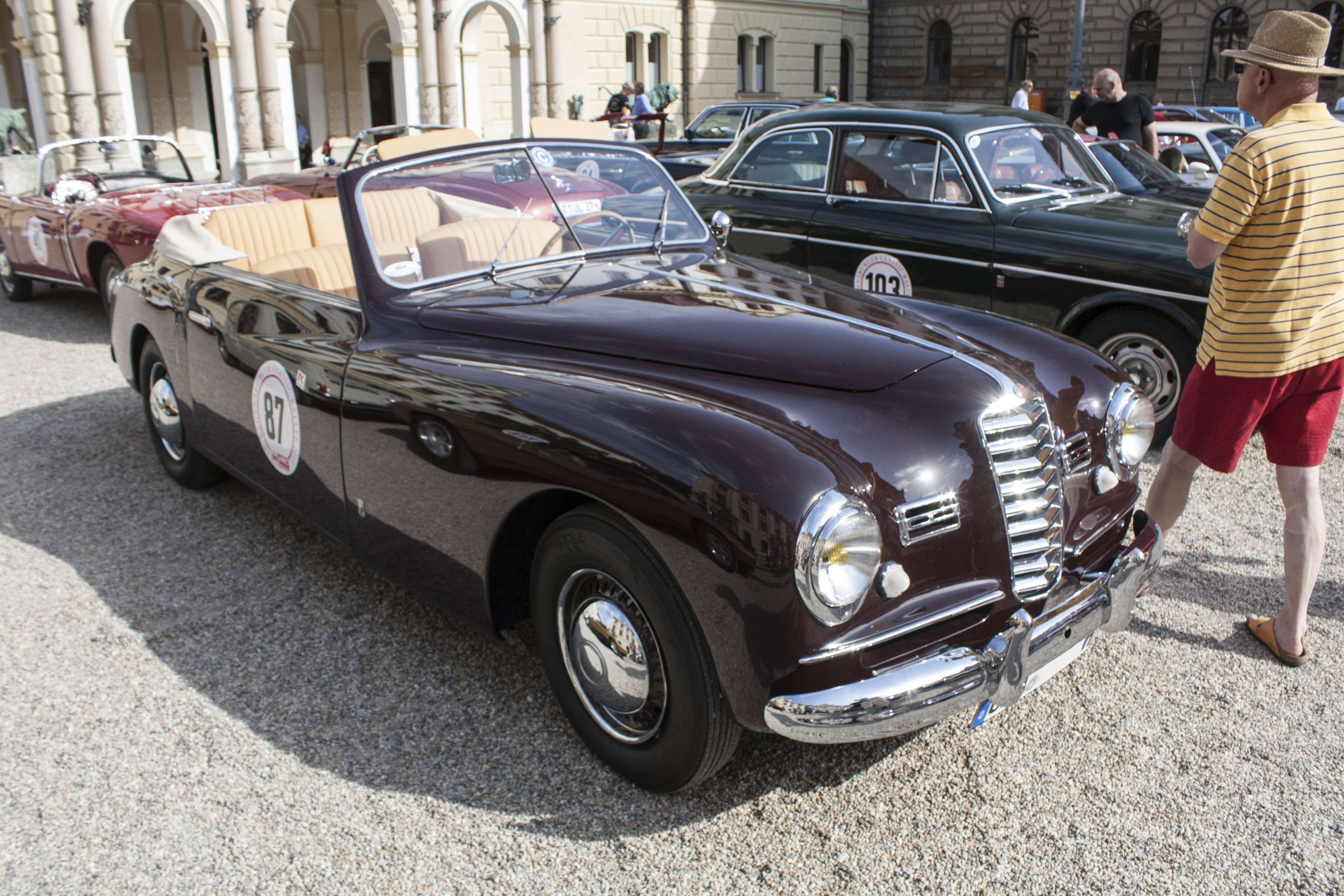
Fiat 1500 D